# Tat'jana Providochina
Tat'jana Petrovna Providochina, nata Fedorenko (in russo Татьяна Петровна Федоре́нко-Провидохина?; Leningrado, 26 marzo 1953), è un'ex mezzofondista sovietica.

## Palmarès

### Olimpiadi
- 1 medaglia:
  - 1 bronzo (Mosca 1980 negli 800 m piani)

### Europei
- 1 medaglia:
  - 1 oro (Praga 1978 negli 800 m piani)